# Caulibugula hastingsae
Caulibugula hastingsae är en mossdjursart som beskrevs av Ernst Marcus 1941. Caulibugula hastingsae ingår i släktet Caulibugula och familjen Bugulidae.
Artens utbredningsområde är havet utanför Brasilien. Inga underarter finns listade i Catalogue of Life.